# IC 220
IC 220 ist eine Spiralgalaxie vom Hubble-Typ Sbc im Sternbild Walfisch südlich des Himmelsäquators. Sie ist schätzungsweise 262 Millionen Lichtjahre von der Milchstraße entfernt und hat einen Durchmesser von etwa 70.000 Lj.
Das Objekt wurde am 2. Januar 1892 vom französischen Astronomen Stéphane Javelle entdeckt.